# Stal Altchevsk
Maillots
Dernière mise à jour : 22 janvier 2012.
Le Foutbolny Kloub Stal Altchevsk (en ukrainien : Футбольный Клуб Сталь Алчевськ), plus couramment abrégé en FK Stal, est un ancien club professionnel ukrainien de football fondé en 1935 puis disparu en 2014 et basé dans la ville d'Altchevsk.
Son nom signifie « acier » en ukrainien et en russe.

## Historique
- 1935 : fondation du club

## Bilan sportif

### Palmarès
| Compétitions nationales                                |
| ------------------------------------------------------ |
| - Championnat d'Ukraine D2 (1) : - Champion : 2004-05. |

### Classements en championnat
La frise ci-dessous résume les classements successifs du club en championnat entre 1991 et 2015.

## Personnalités du club

### Présidents du club
- Volodymyr Poloubatko

### Entraîneurs du club
| - Anatoliy Volobuyev (1989 - 2000) - Anatoliy Konkov (2001) - Anatoliy Volobuyev (2002 - 2006) - Mykola Pavlov (2006) - Ton Caanen (2006 - 2007) | - Hennadiy Batkaïev (2007 - 2008) - Oleg Smolyaninov (2008) - Vadym Plotnikov (2008 - 2009) - Anatoliy Volobouïev (2009 - 2013) - Vadym Plotnikov (2013 - 2014) |